# Madonna col Bambino e santi Pietro, Paolo e Giovanni
La Madonna col Bambino e santi Pietro, Paolo e Giovanni è un dipinto a olio su tela realizzato da Giovan Battista Moroni per la chiesa di San Pietro di Parre. La tela riporta in basso a sinistra la firma dell'artista JO.BAP.MORUNUS.

## Storia
L'archivio parrocchiale di Parre, conserva il contratto per l'esecuzione del dipinto del 22 maggio 1564, contratto firmato direttamente dal pittore.
(Archivio parrocchiale della chiesa di San Pietro)
 L'atto fu firmato oltre che dall'artista albinese, da un Belliboni, famiglia di baroni di Parre. Il contratto impegnava l'artista a eseguire una ancora 
  La tela doveva essere terminata coma da contratto S. Pietro che viene de Zugno del anno 1565, quindi entro la festività di san Pietro del 1565. Del tabernacolo che era indicato nel contratto, non vi sono tracce.
L'artista aveva ottenuto una caparra di dieci scudi d'oro, come acconto sulle spese, il 18 gennaio 1567, mentre il saldo sarebbe stato pagato dopo la stima dell'opera da parte di due pittori esperti nell'arte. La tela non era stata però ancora ultimata al 12 novembre 1566 anche se risulta che l'artista avesse già ricevuto quattro acconti per un totale di 107 soldi e 10 centesimi. Segue la documentazione di altri tre acconti ricevuti sempre nel 1567, un ultimo acconto, la cui documentazione è conservata presso la Biblioteca civica Angelo Mai, di 23 lire è datato 4 aprile 1567. Non essendo ricevuta di saldo si ritene che l'opera fu ultimata ed esposta per la festività del santo patrono, il 29 giugno del medesimo anno.

Venne elencato, con lodevole commento, negli atti della visita pastorale del 1575 di san Carlo Borromeo.

## Descrizione
La tela è esposta come pala d'altare nell'ancora marmorea sul presbiterio, dietro l'altare maggiore della chiesa parrocchiale di Parre. 
La commissione non specificava i nomi dei santi che l'artista doveva raffigurare, oltre il santo a cui è intitolata la chiesa. L'identificazione di san Giovanni è dedotta dalla giovane età del soggetto, inoltre sul lato a destra vi era l'altare dedicato al santo, mentre san Paolo è raffigurato genuflesso con la spada in mano simbolo del suo martirio e due libri posti accanti a lui.
La pala ha la classica conformazione moroniana che riprende la Pala Rovelli di Brescia del Moretto con la Madonna collocata in alto lateralmente, anche se questa tela è avvicinabile alla pala conservata a Praga di Camillo Boccaccino per la raffigurazione di san Pietro negli abiti papali con un ricco piviale e il pastorale di vescovo di Roma. Il dipinto avvicina l'interesse dell'artista all'opera cremonese più manieristica. Il Longhi avvicinerebbe la rappresentazione di san Paolo vero un futuro Caravaggio, ma questi sicuramente si avvicinerà con la sua raffigurazione del vero all'artista albinese e alla sua ritrattistica.
Il tono dei colori nella sua chiarezza così come nel pavimento e nei libri avvicina l'opera al Ritratto di Giovanni Bressani del 1562 e alla Deposizione conservato presso l'Accademia Carrara.